# グランド・シャルトルーズ
グランド・シャルトルーズ修道院 （フランス語: Grande Chartreuse）は、フランス、イゼール県、サン＝ピエール＝ド＝シャルトルーズにある、カルトジオ会の母修道院。シャルトルーズ山地を代表する4つの峰のうちのグラン・ソムの麓にあり、大シャルトルーズ修道院とも呼ばれる。

## 概要
最初、建物はグルノーブル司教座に属し、グルノーブル司教であった聖シャトーヌフのユーグが1084年、隠者である聖ケルンのブルーノとその弟子たちに建物を授けた。この建物において、ブルーノはカルトジオ会を興した。
現在、グランド・シャルトルーズはカルトジオ会の戒律により、観光目的での外部からの訪問客及び訪問目的の自動車通行を周辺の道路で禁止している。しかし、およそ2km離れたところにカルトジオ会の博物館があり、そこでは修道士・修道女が生活する房が見られる。19世紀から20世紀の後半にかけて、グランド・シャルトルーズ及びカルトジオ会全体がシャルトリューズ酒の売買で収入を得てきた。リキュール販売による収入によって、かつては同会修道院の新設が行われ、現在でも同会諸修道院の経費やシャルトルーズ修道院外の慈善活動や宗教プロジェクトの援助もそれに拠っている。
1903年、フランス政府によって修道院は閉鎖され、修道士たちは子修道院のファルネタ修道院（ルッカ）に身を置いていた。しかし、1940年5月、リヴォルノ駐在のフランス領事がファルネタ修道院にいたグランド・シャルトルーズの院長とフランス人修道士たちにフランス帰国を勧めた。イタリアが第二次世界大戦に参戦する前の切迫した状態が、対フランス国境閉鎖に至る恐れがあったためである。ドイツ軍が到着する前の5月29日、カルトジオ会の修道士たちはグランド・シャルトルーズに到着した。1941年2月1日、当時のヴィシー政府はカルトジオ会を正式に承認し、修道院が返還された。
この修道院に関する映画『大いなる沈黙へ』がフィリップ・グレーニング監督により制作された。2005年の公開後、映画は複数の映画祭で賞を受賞した。日本においては2014年7月12日より公開された。
中世、修道僧は「とくに厳しい規則のもとに生活し」、修道院が「受け入れる人数もごくわずかで、個室での生活が基本であった。食事すらも食堂ではなく個々の部屋でとった」。